# عمارت شیرینه
عمارت شیرینه، اثر تاریخی با قدمت بیش از ۱۰۰ سال، در تنگه و منطقه گردشگری به همین نام در دامنه کوه بیرمی و ۵ کیلومتری شرق شهر خورموج مرکز شهرستان دشتی استان بوشهر واقع است.
این عمارت توسط محمد خان دشتی (درگذشته ۱۲۹۸ قمری) بنا نهاده شده و با توجه به اینکه سرچشمه آب شیرینی در کنار عمارت قرار داشت مشهور به عمارت شیرینه گردید. پس از فوت محمدخان این بنا به شیخ عبدالله حاجیانی فروخته شد و بعد از وی مالکین به ترتیب عبارتند از: غلامی حاج حیدر مظفری صالح احمدی که نهایتاً با توجه به اینکه چاه‌های عمیق و تلمبه خانه اداره آب در کنار عمارت قرار داشت توسط سازمان مزبور خریداری گردید.
عمارت شیرینه دارای دو طبقه بوده و از مصالح سنگ و گچ ساخته شده‌است. طبقه زیرین به دو بخش تقسیم می‌شود بخش مرکزی که به صورت یک سالن به ابعاد ۲۴ متر مربع است درگاه‌های به شکل هلالی به‌طور قرینه در دیوارهای شرقی و غربی ایجاد کرده‌اند که از طریق این درگاه‌ها به دهلیزی که به صورت کمربندی تمام سالن را دور می‌زند راه پیدا می‌کند. سالن مرکزی در مجموع ۸ درگاه قوسی شکل دارد که به دهلیز ار تباط پیدا می‌کند.
دالان مجاور سالن دارای ۳ متر عرض و ۶ دریچه نور گیر به صورت قرینه در سقف آن ایجاد کرده‌اند که نور لازم را در این بخش تأمین کرده‌است. ورودی دهلیز با سه پله به داخل بنا راه داشته و در جانب غربی دهلیز ایجاد شده‌است. طبقه دوم که در حقیقت شاه نشی می‌باشد دارای تزئینات و الحاقات مخصوص به خود می‌باشد و در این قسمت قرینه سازی و تعادل و همچنین منظر سازی بسیار ماهرانه و استادانه بکار بسته شده مخصوصاً در شاه‌نشین مقرنس کاری و کاربندی و قرینه سازی در هلالی‌های گچبری بخوبی بکار گرفته شده‌است عوامل تزئینی این بنا علاوه بر کاربندی‌ها و قاب‌های تزئینی زیر قوس‌های سقف و همچنین طاقنماهای تزئینی و طاقچه‌های متعدد که به صورت قرینه در دیوارهای جانبی شاه‌نشین بکار گرفته شده از انواع بدیع طاق و طاقنما از جمله کلمبو که مخصوص آب انبارها و کاروانسراهاست در این بنا بکار رفته‌است. متأسفانه به دلیل وضعیت نگهداری و مرمت نامناسب و هم آسیب‌های وارده توسط گردشگران آثار ناچیزی از تزیینات باقی مانده‌است. لازم است ذکر شود پوشش درگاه‌ها به صورت چپیله نیز از دیگر عوامل بارز این بنا است. طاق بین تویزه‌ها ترکیبی از خوانچه پوش است که مشابه آن را در مسجد جامع یزد و خانه سوکیاسیان اصفهان می‌بینیم.
این اثر تاریخی به شماره ۲۳۹۶ در شماره آثار ملی کشور به ثبت درآمده است.